# جيل أرينغتون
جيل أرينغتون (بالإنجليزية: Jill Arrington)‏ هي معلقة رياضية وصحفية أمريكية، ولدت في 27 يوليو 1972 في كونيرز في الولايات المتحدة.